# Fabrício (football, 1990)
Pour les articles homonymes, voir Fabricio.
Fabrício Silva Dornellas, plus communément appelé Fabrício, est un footballeur brésilien né le 20 février 1990 à Rio de Janeiro.

## Biographie
Formé à Flamengo, ce défenseur central va être prêté dans un club brésilien, mais également en Europe, au TSG Hoffenheim, club promu à l'époque en Bundesliga. 
Il participe avec le Brésil à la Coupe du monde de football des moins de 20 ans 2009. 
Il est transféré à Palmeiras en août 2010, où il ne reste que 6 mois. Il  signe à Cruzeiro en janvier 2011. Il devient surnommé Fabricio Carioca pour ne pas être confondu avec un autre Fabricio, Fabricio de Souza.